# Кайтсёрфинг
Кайтинг, кайтсёрфинг, кайтбординг (англ. kite — воздушный змей, board — доска) — экстремальный вид спорта, катание на доске по воде или снегу (сноукайтинг) при помощи кайта — большого воздушного змея в виде парашюта.

## История
В Китае воздушные змеи стали использовать ещё в XIII веке.
В XIX веке Джордж Покок (George Pocock) использовал воздушные змеи на морских судах. Управление ими осуществлялось с помощью 4-стропной системы — такая же используется и сейчас в кайтсёрфинге. При этом была обнаружена возможность двигаться ещё и против ветра. Змеи обычно использовались в экстренных ситуациях.
Основной целью было задействовать их как альтернативный источник энергии и избежать уплаты налога на лошадиные силы («horse tax»), введённого в то время. В 1903 году пионер авиации Сэмюэл Коди разработал воздушный змей, поднимающий человека, и успешно пересёк Ла-Манш в небольшой лодочке под воздушным змеем.
В 1937 году советские лётчики в составе первой воздушной экспедиции Север (экспедиция) при базировании на острове Рудольфа использовали парашют и лыжи для передвижения на аэродром, находящийся на вершине острова, об этом упоминается в книге М. В. Водопьянова:
«Ещё недавно наши лыжники, когда ветер дул с зимовки на купол (купол острова) привязывали к стропам парашюта длинную верёвку и, ухватившись за неё, со скоростью ветра поднимались на аэродром».
В конце 1970-х разработчики Кевлар и Дайнима придумали систему воздушных строп и улучшили управление змеями. В 1978 году Айан Дэй на катамаране «FlexiFoil» под воздушным змеем развил скорость свыше 40 км/ч.
В 1980-е годы были отдельные, временами успешные, попытки скомбинировать воздушный змей с каноэ, коньками и водными лыжами.
В конце 1970-х — начале 1980-х годов два брата, Брюно и Доминик Легеню, с Атлантического побережья Франции, разработали воздушный змей для кайтсёрфинга и запатентовали первый надувной змей в ноябре 1984 года. С тех пор такая конструкция используется многими компаниями, производящими змеи.
В 1990 году Питер Линн опробовал трёхколёсный багги на змеевой тяге в Арджил Парке в городе Эшбертон, Новая Зеландия. Такие змей-багги стали очень популярны, и до 1999 года их было продано свыше 14 000 комплектов.
Развитие современного кайтсёрфинга Рослером в Америке и Легеню во Франции шло параллельно.
Билл Рослер, специалист по аэродинамике компании «Боинг», и его сын Кори запатентовали «KiteSki» — систему, которая включает водные лыжи и 2-стропный змей типа дельта. Он был оснащён системой запуска с воды и мог двигаться против ветра. В 1995 году Кори Рослер посетил Питера Линна в Новой Зеландии и продемонстрировал возможности своего изобретения на озере Клируотер в Эшбертоне. В конце 1990-х лыжи Кори эволюционировали в одинарную доску, похожую на доску для виндсёрфинга.
В 1996 году Лэрд Хэмилтон и Маню Бертен демонстрировали и популяризировали кайтсёрфинг на побережье острова Мауи (Гавайи).
В 1997 году братья Легеню разработали воздушный змей «Wipika» с надувным трубчатым баллоном и простой системой крыльев, что значительно облегчало перезапуск змея с воды. Брюно Легеню продолжал улучшать дизайн змеев, включая разработку змея Боу-змей, лицензии на который были проданы многим компаниям, производящим кайты.
В 1997 году Владимир Бобылев инициировал развитие кайтсёрфинга и всех видов современного кайтинга в России, на Украине, в СНГ организовав первый кайтсёрфинг клуб «Змеиное логово». Став первым официальным представителем кайтсёрфовых брендов «KiteSki» и «Wipika» на территории СНГ, России и Украины
К 1998 кайтсёрфинг становится популярным спортом, и возникают несколько школ, где проводится обучение спортсменов. В СНГ Владимир Бобылев открывает первую кайтшколу «Змеиное логово». Первые соревнования прошли на Мауи в сентябре 1998 года; победителем стал Флэш Остин.
В 1999 году в рамках V Московского Международного Бот-шоу в выставочном павильоне на Красной Пресне в Москве, на выставке «Спорт и отдых 1999» Владимир Бобылев на стенде кайт-центра «Змеиное логово» впервые в России провёл презентацию снаряжения для кайтсёрфинга, сноукайтинга, кайтбаггинга и кайтов для спортивного пилотажа.
В 1999 году Владимир Бобылев на спортивной выставке «СПОРТ-SPORT’99» провёл первую презентацию оборудования для кайтсёрфинга, сноукайтинга, кайтбаггинга и кайтов для спортивного пилотажа в Санкт-Петербурге.
В 1999 году на мысе Казантип Владимир Бобылев провёл первый слёт российских и украинских кайтсёрферов «Морские Крылья».
В 1999 году в кайтсёрфинге доминировали однонаправленные доски, дизайн которых пришёл из виндсёрфинга. С 2001 года более популярными стали двунаправленные, похожие на доски для вейкбординга.
В 2001 году в Крыму прошёл первый открытый Чемпионат России по кайтбордингу. Первым Чемпионом России по кайтбордингу стал Владимир Бобылев, второе место занял Андрей Коротаев.
В 2001 году в Санкт-Петербурге на сёрф-стрит-фестивале «Свежий ветер» Владимир Бобылев стал «Лучшим из лучших» в номинации «Лучший кайтсёрфер 2001 года».
В 2002 году Владимир Бобылев снял первый российский фильм о кайтсёрфинге «Кайтовый рай».
4 декабря 2009 года Международная федерация парусного спорта ISAF признала кайтбординг парусным спортом. ВФПС — Всероссийская Федерация Парусного Спорта — признала решение ИСАФ для России. При ВФПС действует. Теперь кайтбординг в официальном реестре Росспорта и в этом виде спорта можно получить спортивное звание.
В 2012 году число кайтеров в мире оценивалось ИСАФ и ИКА в 1,6 миллиона человек.
20 апреля 2013 года Президиум ВФПС утвердил положение о комитете по виндсёрфингу и кайтингу.
В 2013 году в рамках Фестиваля «BeeKiteCamp 2013» на Бугазской косе были проведены самые масштабные кайтсёрф-соревнования в России. В соревнованиях приняли участие спортсмены из России, Польши, Германии, Канады и Англии, в том числе команда «UK Crew», в составе которой был легендарный Аарон Хедлоу.
В 2013 году Россия впервые вышла на мировую арену кайтсёрфинга по волнам (вейврайдинга). На Чемпионат мира, проходящий на острове Мауи (Гавайи), был приглашён российский спортсмен Сергей Мысовский, который занял там семнадцатое место.
В 2014 году кайтсёрфинг в дисциплине курс-рейс был включён в программу Кубка мира ISAF. В ноябре 2014 года 20 лучших спортсменов-гонщиков посетили главные соревнования мира яхтинга — Grand Final в Абу-Даби. Первое место среди женщин заняла уроженка Санкт-Петербурга Елена Калинина. Первым в мужском флоте стал британец Оливер Бридж.
В 2015 году русские спортсменки заняли две трети подиума на Чемпионате мира в дисциплине курс-рейс. Елена Калинина вновь одержала победу и получила звание чемпионки мира, второе место заняла британка Стефания Бридж, третье место — москвичка Анастасия Акопова. Чемпионом мира среди мужчин стал Максим Ночер, представляющий Монако, второй — британец Оливер Бридж, третий — поляк Блазек Озог.
День празднования принято считать 6 июля.

## Техника

### Обучение
Кайтсёрфинг сопряжён с немалыми трудностями и опасностями как для самого катающегося, так и для других отдыхающих на воде. Их можно избежать, если начинать обучение под руководством опытного инструктора. Следует иметь в виду, что кайтсёрфинг — это экстремальный вид спорта, в котором можно получить травму даже при полном соблюдении правил безопасности (например, из-за попадания в термик, внезапного порыва ветра, провала ветра во время прыжка, и т. д.). Потому самообучение кайтсёрфингу крайне не рекомендуется. Обучаться лучше в кайт-школах, причём тех, которые проводят обучение на родном для слушателя языке, так как недопонимание может привести к ошибке или травме.
Начальные курсы кайтсёрфинга должны включать как теоретическую часть, так и практическую, в том числе:
- определение погодных условий (направление, сила ветра и т. д.);
- раскладка и сборка снаряжения;
- изучение составляющих кайта, систем безопасности и правильные способы их активации;
- знакомство с теорией «ветрового окна» и основами управления кайтом;
- отработка навыков управления учебным кайтом;
- запуск и приземление учебного кайта с помощью ассистента;
- закручивание и раскручивание строп во время управления учебным кайтом;
- управление кайтом при ходьбе;
- правила безопасности при подъёме и посадке кайта;
- правильное определение способа и места старта кайта в зависимости от направления ветра относительно берега, глубины акватории, наличия помех (дома, люди);
- понимание и использование международных сигналов общения — жесты руками;
- проверка оборудования и настроек кайта;
- запуск и приземление кайта с помощью напарника;
- контроль и пилотирование кайта в трапеции;
- понимание системы сброса тяги (de-power) и умение пользоваться системами безопасности;
- использование систем отстрела, а также лиша безопасности;
- сборка/разборка и подсоединение системы управления кайтом;
- самостоятельное приземление кайта;
- вход и выход из воды c кайтом;
- перезапуск кайта с воды;
- удерживание кайта в фиксированной позиции в крае ветрового окна;
- перенастройка системы управления кайта на воде;
- бодидраг (плавание под кайтом без доски);
- бодидраг вверх по ветру для подбора доски;
- бодидраг с доской в одной руке;
- изучение теории водного старта и движения на доске;
- правила безопасности при водном старте;
- умение надевать доску на ноги и правильный выбор позиции для водного старта;
- знание правил расхождения на воде;
- настройка и регулировка оборудования в зависимости от ветровых условий;
- водный старт в обоих направлениях и прохождение коротких дистанций;
- контролируемая остановка.
- обучение посадке и запуску змея в одиночку, аварийной посадке, самоспасению в критической ситуации.

Согласно программе IKO, длительность этапов обучения, после которых обучающийся сможет самостоятельно проехать небольшое расстояние на доске с кайтом, занимает в среднем около четырнадцати часов.

### Стили катания
За время развития данного вида спорта сформировалось несколько стилей катания:
- Freeride (фрирайд) — свободное катание по акватории или путешествия.
- Freestyle (фристайл) — исполнение различных акробатических элементов на кайте.
- Wave (вейврайдинг) — катание на волнах, когда кайт используется для поиска волн, а также для доставки до волновых мест.
- Wake (вейкстайл) — исполнение различных акробатических элементов на кайте с отстёгнутой планкой от трапеции (как при WakeBoarding`е).
- Race (рейс, гонки) — гонки по дистанции.

Производители снаряжения выпускают как универсальные кайты, подходящие для начинающих и начального освоения любого стиля катания, так и отдельные линейки моделей кайтов дающих профессиональным кайтерам то или иное преимущество для каждого стиля катания (например, быстрый поворот, стабильность при провисших стропах, длительное зависание, и т. д.)

### Контроль полёта и прыжки
Контролируемые подлетания на змее возможны, эффектно выглядят со стороны и дают спортсмену особые ощущения, но конечно увеличивают опасность травм.
Простой прыжок выполняется так: спортсмен набирает скорость, ведёт кайт в зенит, и в момент прохода через него, ставит доску поперёк движения, чтобы кратковременно упереться в неё, и увеличивает планкой тягу кайта. Обычно подъёмной силы хватает чтобы поднять кайтера на высоту до 5-15 метров (в очень сильный ветер возможны и более высокие прыжки — в 2020г рекорд поставленный Maarten Haeger составлял 34,8м). После этого змей быстро переводится в парящее направление, обычно по ветру. В момент прыжка спортсмен может выполнять различные акробатические приёмы — вращения, прихватывание доски одной рукой, передача планки управления за спиной и т. д.
Для большей степени вращений прыжки выполняются unhooked (анхукед), то есть без крюка, то есть когда спортсмен непосредственно перед прыжком снимает петлю с крюка трапеции и во время прыжка держится руками только за планку управления; и присоединяет трапецию после приземления. Это позволяет спортсмену выполнить вращения большим количеством способов, с передачей планки за спиной и т. п..
При достаточной высоте прыжка спортсмен может выполнить кайтлуп (kiteloop) — сделать кайтом эффектную петлю в воздухе.
Несмотря на положительные эмоции полёта, даже простые прыжки могут окончиться травмами (вплоть до смертельных), из-за неудачных приземлений, внезапных провалов или сильных порывов ветра, и т. п.

### Трюки
В кайтинге существует огромное количество трюков, которые могут отличаться друг от друга небольшими дополнительными элементами или направлением вращения, и все они, при этом, имеют свои названия (некоторые названия трюков пришли из различных видов скейт- и сноубординга.).
Тем не менее, есть набор базовых трюков, на основе которых строятся все остальные: прыжки со сменой направления движения, прихватывание доски рукой, снятие доски с ног и надевание до приземления, вращение спортсмена (в том числе, когда доска находится выше головы), передача планки управления за спиной при движении или в полёте и т. д.. Самыми сложными из них считаются перехваты планки в воздухе.

## Оценка ветра

### Сила ветра и размеры кайта
Каждая модель кайта имеет свой ветровой диапазон, зависящий от его формы и размера. Если сила ветра меньше нижней границы ветрового диапазона, то тяги кайта не хватит чтобы доска могла уверенно держать спортсмена на воде; если сила ветра выше верхней границы ветрового диапазона, то тяга будет чрезмерна, спортсмен не сможет двигаться против ветра, его будет «сливать» по ветру. Несмотря на то, что современные планки управления кайтом имеют возможность регулировать угол атаки крыла кайта (триммером) и быстро снижать тягу (дипавером), это не позволяет комфортно и безопасно кататься при ветре превышающем ветровой диапазон кайта.
Поэтому кайтсёрферы выбирают размеры кайта в зависимости от нескольких условий:
- силы ветра и снаряда для катания(чем сильнее ветер, тем меньше кайт);
- тип кайта (парафойл можно поднять в воздух в более слабый ветер, чем надувной кайт),
- вес спортсмена (чем больше вес тем больше требуется размер кайта) — обычно производитель кайта указывает ветровой диапазон для кайтера с весом 75 кг;
- тип/размер снаряда под ногами (при слабом ветре используют большие кайтборды или гидрофойлы, так как двигаясь на подводном крыле гидрофойл испытывает гораздо меньшее сопротивление от воды, чем кайтборд).

Чтобы более полно использовать различные погодные условия, как правило, кайтеры имеют набор кайтов различных размеров (2-3 или более), на разный ветер.
Ветровой диапазон для возможности катания от 3-5 м/с до 15-20 м/с, а комфортный диапазон примерно от 6 м/с до 12 м/с. Большинство производителей кайтов выпускают модели кайтов от 5 м² до 17 м² (надувные), или до 21 м² (парафойлы).
Для примера, сёрферу среднего веса (75кг) на ветер от 8 до 10 узлов нужен надувной кайт размером 12-14 м², просто чтобы двигаться по воде на кайтборде и делать небольшие прыжки; но при ветре более 20 узлов, тяга кайта станет чрезмерна и спортсмена будет стаскивать по ветру. Следует отметить, что ветер не всегда и не везде дует ровно. Например, в прогнозе может быть обозначена сила ветра 10 узлов с порывами до 20 узлов, что безусловно надо учитывать при выборе кайта для катания.

### Направление ветра
Важное требование в кайтсёрфинге — никогда не выходить на воду, если ветер от берега (это может привести к унесению на большое расстояние от берега, особенно при поломке снаряжения или несчастном случае), к тому же ветер от берега обычно порывистый и опасен для занятий. Несколько исключений, когда можно выходить при ветре от берега: если есть человек с катером, который может помочь вам вернуться, или катание происходит на небольшом водоёме и другой берег недалёко.
При ветре, перпендикулярном к берегу, тоже опасно выходить (есть вероятность вынесения на пляж, деревья, объекты на берегу, камни и т. д.).
Ветер под углом к берегу — наиболее подходящий для занятий.

## Места для катания
Подходят любые места при ветре направлением к берегу и скоростью от 10 до 35 и более узлов. Большой открытый водоём и удобное место для взлёта и посадки змея имеют очень важное значение. Много мест располагается вдоль побережья океана, но есть также на больших озёрах и реках. Всё зависит от уровня сёрфера и его места проживания.
Лучшие места для занятия этим водным спортом располагаются на тёплых пляжах экзотических стран. В основном, это страны Латинской Америки, остров Маврикий, Вьетнам, Шри-Ланка.
Популярными местами для кайтсёрфинга становятся курорты в разных частях мира. Стабильный ветер, тёплая вода круглодично и, не в последнюю очередь, стоимость проживания и времяпровождения выгодно отличают венесуэльскую мекку кайт- и виндсёрферов Эль-Яке (El Yaque), вьетнамский Муй Не и доминиканский Кабарете (Cabarete). Традиционно популярными стали и египетские местечки Хургада, Шарм-эш-Шейх, Дахаб и Эль-Тур. Любители вейврайдинга предпочитают остров Маврикий.

### Ограничения
Кайтсёрфинг может быть запрещён в определённых местах (обычно это вызвано требованиями безопасности) — например, на многолюдных общественных пляжах или в местах, где плохо организованы условия для кайтсёрфинга. Как правило, в таких местах установлены плакаты с предупреждениями о запрете кайтсёрфинга.

## Снаряжение
Для занятия кайтсёрфингом необходимо определённое снаряжение. Следующая секция описывает снаряжение детально.

### Общая схема снаряжения
Змей-парус (кайт) крепится к планке управления (bar, бар) обычно с помощью четырёх строп длинной от 15 до 27 метров (в зависимости от размера кайта или стиля катания). Две стропы — силовые, крепятся к передней кромке кайта; и две стропы — управляющие, крепятся к заднему краю кайта, по краям. Существовали системы с пятой стропой (силовой), которая крепилась к центру переднего баллона надувных кайтов, помогала поддерживать его форму и упрощала рестарт кайта с воды, но из-за того что при провороте кайта она часто рвала его полотно, от этой системы постепенно отказались.
Планка управления, кроме непосредственно планки включает в себя несколько систем безопасности, а также крепление к трапеции, которую спортсмен надевает на себя.
Трапеции бывают двух видов: сидячие (надеваются на бедра, выполнены в виде широкого пояса с петлями, которые проходят между ног) или поясные (надеваются на талию в виде широкого полужесткого пояса). Спереди у трапеции находится крюк или стропа с роликом, на который надевается крепление от планки управления, в виде петли. К трапеции одним концом крепится страховочный лиш — короткая эластичная верёвка с карабинами, которая другим концом крепится к одной из строп кайта (чтобы не потерять кайт при отстреле в аварийной ситуации).
Для катания спортсмен может использовать: кайтборд или сёрфборд или гидрофойл (доска с подводным крылом) — для движения по воде, сноуборд или лыжи — для движения по снегу, доску с колесами или тележку с сиденьем (кайтбагги) — для движения по ровной суше.
Кроме непосредственно кайтового снаряжения, рекомендуется надевать спасательный или антишоковый жилет (для смягчения ударов об воду) и иметь при себе стропорез. При катании под кайтом по снегу или на суше, а также при исполнении опасных трюков, рекомендуется шлем и защита на тело.

### Кайты

#### Виды кайтов
Существует два типа кайтов: с надувным каркасом и парафойл, который обретает форму благодаря потокам встречного воздуха (принцип параплана, парашюта).

##### Надувной кайт (LEI, Leading edge inflatable kite)
Змеи с надуваемой передней кромкой известны также как «балонники». Купол шьётся из непродуваемой, нетянущейся ткани армированной сеткой (ripstop). Для баллонов (а также некоторых частей купола) используется дакрон, а для основного полотна — нейлон с пропиткой. Каркас такому кайту задают надувные баллоны, расположенные вдоль передней кромки крыла и поперёк его (в качестве нервюр). Баллоны накачиваются с помощью насоса до давления порядка 7—10 psi (0,5—0,7 бар) и задают змею форму. Надувные кайты не тонут и могут быть запущены с воды, но старт/посадку с берега лучше делать с напарником. Слишком сильный удар о поверхность может порвать баллоны или порвать купол.
На сегодняшний день существуют несколько основных конструктивных разновидностей балонников:
- С-кайты
- Bow (боу-кайты)
- Гибридные кайты
- Дельта-кайты.

С-кайты наиболее ранние по конструкции, получили своё название за форму арки кайта. В них стропы привязывались непосредственно к краям арки, поэтому «уши» кайтов имеют характерную прямоугольную форму. Эти кайты характеризуются большой силой тяги, большой манёвренностью, но узким ветровым диапазоном, плохим сбросом тяги и сложным рестартом с воды. Несмотря на то что у современных С-кайтов эти недостатки менее выражены, они используются только узкой аудиторией профессиональных спортсменов и не рекомендуются новичкам и любителям.
Дальнейшим развитием конструкции кайтов стала система SLE (Support of a leading edge) — поддержка формы переднего баллона (а значит и формы кайта в целом) с помощью системы строп и роликов. Это позволило конструкторам кайтов задавать различные профили арок, а кроме того, за счёт изменения точки крепления силовых строп позволило шире изменять угол атаки крыла, и тем самым быстро сбрасывать тягу. Кайты с SLE несложно запускаются с воды.
Первые SLE-кайты появились в 2005 году и назывались по патенту BOW-кайты за специфическую форму купола, похожую на лук (с вогнутой задней кромкой, если смотреть снизу). Они значительно лучше сбрасывали тягу и рестартовали с воды, чем завоевали себе популярность среди начинающих кайтсёрферов, несмотря на то что ранние боу-змеи все еще имели недостатки (в сравнении с современными SLE-кайтами).
Появившиеся после них гибридные кайты заняли промежуточное положение между С- и bow-кайтами: они имели систему строп по переднему краю; уши были не острые, но закруглённые; имелся небольшой вырез по заднему краю. Это позволило сгладить минусы С- и bow-конструкций, сохранив их плюсы.
Дельта-кайты — это гибридные кайты, у которых заднего выреза совсем нет (если смотреть сверху, то дельта-кайт похож на букву D), и острый угол «ушей». Обычно и система SLE у них намного проще чем у гибридных или боу-кайтов (крепление к переднему баллону только в двух точках).
Примерно в 2008—2009 году произошли заметные изменения в конструкциях боу-, дельта- и гибридных кайтов, которые позволили им избавиться от недостатков первых поколений, и в настоящее время эти типы одинаковой мере подходят для любительского катания. Различие в их тяге, управлении, поведении и перезапуске имеется, однако зачастую обуславливается не столько формой, сколько другими характеристиками, закладываемыми конструкторами (плоскость арки, глубина профиля и т. п.).

##### Винг (Wing)
Вингом (wing — крыло) называют небольшой парус (площадью 4-7 метров), с каркасом из двух надувных баллонов (передний и поперечный), который управляется без строп и трапеции — спортсмен держит его руками за петли, пришитые к поперечному баллону. Так как тяга согдаваемая вингом небольшая, то он используется только в комплекте с гидрофойлом (так как гидрофойл при движении испытавает гораздо меньшее сопротивление воды, чем кайтборд или серфборд). Комплект из винга и гидрофойла называется вингфойлом, а катание на нём — винфойлинг. Обычно винг используется для того чтобы отойти подальше от берега, поймать волну, и ехать на волне, держа винг по ветру.
Популярность вингфойла обусловлена тем, что он может использоваться там, где запрещено катание на кайтах, а также своеобразными ощущениями от более расслабленного катания по волнам.

##### Парафойл
Парафойлы сделаны из нейлона (ripstop nylon). Представляет собой подобие крыла, исполненного из одной или двух обшивок (двуслойному парафойлу форму профиля задают вшитые тканевые элементы — нервюры, соединяющие верхнюю и нижнюю обшивки). Крыло наполняется набегающим потоком воздуха через воздухозаборники (открытые отверстия или с клапанами) в передней своей кромке и приобретает объём. Также форму такому крылу, помогает поддерживать разветвлённая подкупольная стропная система (много тонких строп к куполу). От кайтов с надувными элементами отличается тем, что его не нужно накачивать и он не имеет в своей конструкции ни одного жёсткого элемента. Существуют парафойлы, предназначенные для использования только на суше, так как при падении в воду они мгновенно выпускают из себя воздух, и парафойлы, предназначенные для использования как на суше, так и на воде. Взлетать таким конструкциям с воды позволяет то, что один раз наполнившись воздухом, они способны удерживать форму некоторое время после падения, так как воздухозаборники оборудованы клапанами.
Преимуществом парафойлов является меньший вес, отсутствие необходимости в накачке баллонов, а кроме того, в случае внезапного усиления ветра, купол сминается и падает не подвергая спортсмена опасности. Поэтому парафойлы популярны для гонок, а также в тех условиях, где нет возможности пользоваться помощью напарника для старта-посадки кайта — парафойлы можно стартовать и сажать в одиночку, без риска порвать баллон. Недостатком парафойлов является сложная подкупольная расстроповка, которая в случае неудачного запуска или падения может сильно запутаться, а также то, что при падении в воду, через какое-то время уже не могут быть запущены.

### Планка управления
До изобретения планки с системой «дипауэр», управление кайтами производилось с помощью двух ручек: на концы каждой ручки привязывалось по одной стропе; подтягивая левую или правую ручку к себе/от себя змей перемещался влево или вправо; наклоном ручек задавался угол атаки крыла змея (то есть сила тяги). Система была проста и безопасна (в случае опасности достаточно было просто бросить одну или обе ручки), но имелось большое неудобство — тяга кайта приходилась на согнутые руки, из-за чего спортсмен быстро уставал.
Современная система управления кайтом устроена иначе. Силовые стропы сводятся в одну стропу дипауэра, которая свободно проходит через отверстие в центре планки и заканчивается петлёй (чикенлуп), которая зацепляется на крюк трапеции. Таким образом, трапеция подсоединяется к переднему краю кайта. Стропы управления подсоединяются к краям планки.
Планка управления может двигаться по стропе дипавера, обычно на небольшое расстояние 0,5-0,7 м (в пределах длинны рук), тем самым отпуская/подтягивая стропы управления, изменяя угол атаки крыла и регулируя тягу. Стропа дипавера называется так потому что позволяет перемещением планки по ней в направлении «от себя» или простым её отпусканием быстро снизить тягу (depower). Если потянуть к себе только один край планки, происходит натяжение одной стропы управления и ослабление другой, и кайт поворачивается — таким способом можно заставить двигаться его в сторону или сделать петлю.
Дополнительно, для подрегулирования угла атаки крыла на стропе дипауэра имеется триммер — устройство для её укорачивания в небольших пределах (10-20см). Например, при временном усилении ветра триммером можно немного укоротить стропу дипауэра («затянуть триммер»), уменьшив общую длину силовых строп, тем самым уменьшив угол атаки и тягу кайта.
Таким образом, тяга кайта приложена к трапеции, надетой на спортсмена, а управление кайтом производится подтягиванием/отпусканием планки или одного её края.
Из-за того что спортсмен связан с кайтом, данная система имеет три системы безопасности, позволяющих выйти из критической ситуации при потере управления или неконтролируемой тяге кайта:
1. Бросок планки. При отпускании планки из рук, она отъезжает по стропе дипауэра, тем самым тяга кайта быстро и значительно снижается. Однако при сильном ветре и большом размере кайта, он все ещё может с небольшой силой тянуть по ветру, за счёт собственной парусности.
2. Отстрел карабина чикенлупа. Петля чикенлупа крепится к стропе дипавера через специальный карабин, обычно расстёгивающийся простым движением от себя — при этом петля либо просто размыкается и выскальзывает с крюка трапеции, либо петля целиком отсоединяется от стропы дипавера. При этом планка продвигается по направлению к кайту значительно дальше (на несколько метров), то есть стропы управления свободно висят и фактически кайт повисает на одной или обеих силовых стропах: купол полностью открыт и не создаёт тяги. Однако кайт все ещё пристёгнут к спортсмену лишем, один конец которого крепится к трапеции, а другой — к стропе дипавера (либо к одной из силовых или управляющих строп).
3. Отстрел лиша. Один конец лиша имеет карабин расстёгивающийся рывком от себя, таким образом спортсмен может полностью отцепиться от кайта.

Дополнительным средством спасения может послужить стропорез, в случае если стропы затянулись вокруг конечности спортсмена.

## Соревнования
В кайтинге проходят различные соревнования:
- В 2024 году кайтинг был впервые включен в олимпийские игры (см. результаты формулы кайт 2024).
- Самые популярные соревнования проходят в дисциплинах фрирайд, фристайл и кайтсерф (см. список победителей соревнований King of the Air, GKA и пр.).

## Терминология
- Air time/ Hangtime: время, проведённое в полёте на змее при прыжке. Обычно это 5—10 секунд, но может быть и значительным. Рекорд принадлежит Эрику Эку и составляет 39 секунд.
- Body dragging: движение кайтера по воде без доски, либо на ребре доски (для возвращения в точку старта). Это начальный этап изучения кайтинга (рекомендуется для подбора доски в случае её утери).
- Boost: неожиданное поднятие кайтера в воздух.
- Chicken loop: прочная обрезиненная петля, подсоединённая к внутренним стропам через фал, проходящий через отверстие в планке управления. Используется для подсоединения трапеции к планке управления. Разгружает руки катающегося и облегчает прыжки.
- Chicken bone/chicken finger: жёсткая обрезиненная трубка на чикен-лупе, позволяющая предотвратить отстёгивания от трапеции.
- De-power: снижение тяги змея, обычно уменьшением угла атаки. Большинство змеев и планок управления позволяют многоуровневое изменение тяги змея. Снижение тяги змея упрощает управление им и снижает опасность травмы в случае потери контроля.
- Downwind: движение галсами по ветру, обычно используется во фрирайде при путешествиях.
- Upwind: движение переменными галсами на ветер, для возврата к точке старта.

## Зимний кайтинг
Кайтсёрфинг не ограничивается катанием по воде. Зимнее катание по снегу называют не кайтсёрфингом, а «кайтингом» или «зимним кайтингом» (snowkiting). Так как в зимних условиях выполнение высоких прыжков и элементов фристайла значительно опаснее чем летом (из-за того что падение происходит на уплотненный снег), то зимний кайтинг это чаще всего гонки и фрирайд на большие расстояния или по пересеченной местности.
Для любительского катания по снегу подходят любые кайты и снаряды, но в соревнованиях, как правило, используются парафойлы и горные лыжи (так как сноубордисту сложно находиться длительное время в одной стойке). Горные лыжи годятся длинные, более 2 м, и с очень большим радиусом поворота. Зимой кайтер может идти намного более острыми и полными курсами, чем летом, что делает соревнования очень интересными.
В 1997 году Владимир Бобылюк стал первым, кто на территории СНГ и России демонстрировал и популяризировал зимний кайтинг. Ему принадлежит идея организации первого в истории России кайт-клуба «Змеиное логово», который активно продвигал и популяризировал все современные направления кайтинга, и особенно зимний кайтинг. Рекорд скорости в РФ 109 км/ч установил Максим Шайдаков (Ярославль).